# Barthélemy de Roye
Barthélemy de Retz ou de Raye ou de Roye, né vers 1170 et mort le 24 janvier 1237, était un gentilhomme français de la fin du XIIe et du début du XIIIe siècle, qui fut conseiller du roi de France Philippe II Auguste.

## Biographie

### Famille
Barthélemy de Roye était le deuxième fils de Rogues, seigneur de Roye et de Germiny, et d'Adeline de Guise. Il était l'oncle de Nicolas de Roye (mort le 14 février 1240), pair de France, évêque et comte de Noyon de 1228 à 1240.
Il épousa Pétronille de Montfort (morte le 3 février 1216), fille de Simon de Montfort et d'Amicie de Leicester, avec laquelle il eut cinq enfants :
- un garçon Jean (mort le 30 juin 1278) ;
- une fille Alix (née vers 1195 et morte vers 1226) ;
- une fille Amicie (née vers 1205) ;
- une fille Adélaïde (morte le 5 mai 1311) ;
- une fille Marguerite (morte le 9 février 1268).

En 1205, il marie sa fille Alix (Alice) à Jean, fils du comte de Breteuil-Leicester. Il donna aux jeunes époux une dot d'environ 90 livres tournois constituée des propriétés d'Almenêches et Bernay avec leurs dépendances. Lambert Cadoc, seigneur de Gaillon, et Robert de Courtenay se portèrent garants de cet acte.

### Au service du roi de France
À partir de 1208, Barthélemy de Roye exerça la charge de grand chambrier de France et devint à ce titre l'un des personnages les plus importants de la cour du roi Philippe Auguste. Il participa au côté de ce dernier à la troisième croisade et à la bataille de Bouvines.
Il joua un grand rôle sous Louis VIII et la régence de Blanche de Castille.
En juin 1225, Barthélémy de Roye assista à la cession que fit au roi Louis VIII, la comtesse Marie de Ponthieu, de la terre de Saint-Riquier, de Doullens, de la terre d'Avesnes et de ses dépendances, qui furent réunies au bailliage d'Amiens.
En 1227, Barthélemy de Roye participa à la libération de Lambert Cadoc à la demande de Blanche de Castille.

### Fondation religieuse
Vers 1215, Barthélemy de Roye construisit le château de Retz au cœur de la forêt de Cruye, qui est aujourd'hui devenue la forêt de Marly.
En 1221, il fonda une abbaye, consacrée à Notre-Dame et à saint Laurent non loin de là, à Chambourcy, dans le vallon de Joyenval en contrebas du mont de Joye ou montjoie. L'abbaye de Joyenval, richement dotée et desservie par les prémontrés, prospéra rapidement. Abritant les reliques de sainte Clotilde, elle devint la nécropole des Roye. Elle souffrit beaucoup de la guerre de Cent Ans et de la ligue du Bien public.
En 1224, il légua son hôtel particulier sis rue des Orfèvres à Paris, à l'abbaye de Joyenval.